# Melcior Marquès
Melcior Marquès va ser un músic seglar del segle xvii que provenia d'una família de ministrers. És molt probable que el 1611 fos escolà cantor de la capella de Santa Maria de Mataró i més endavant, entre 1626 i 1670, fou professor del cant de la parroquial. El Consell de la Vila el va contractar per regir el magisteri, amb un sou que va anar variant a mesura que passaven els anys. Durant el període que fou mestre, sempre va tractar d'emprar textos poètics de qualitat per bastir la música dels romanços i villancets, inclús aconseguir-ne de nous per les senyalades dates festives del Corpus. D'aquesta manera ho va expressar en un documents adreçat als jurats de la vila:
“Melcior Marqués, mestre de cant, procura ab totes veres servir a Vd. Ms. en son magisteri sens escusar treballs en procurar lletres y bonas cantorias, com Vs. Ms. veuen en la yglesia, y ara ha feta diligencia en Barcelona per a las festas del Corpus que li costen mes de quaranta reals.”
El 1674 el Consell de la Vila li va concedir una autorització perquè poguera beneficiar-se de les distribucions de la parroquial tot i la seva absència del temple per culpa de la seva salut.
El 1679, li dolgué que un dels millors cantors de la capella, que es va formar amb ell a Santa Maria, se n'anara per anar a cantar al monestir de Sant Jeroni de la Murtra.